# Sailor Jupiter
Sailor Jupiter (セーラージュピター?, Sērā Jupitā), il cui vero nome è Makoto Kino (木野 まこと?, Kino Makoto), è un personaggio immaginario dell'universo della serie Sailor Moon, che appare in tutte le versioni della storia (manga, anime, live action e musical). Il suo pianeta è Giove. Sia nella versione a fumetti, che nell'anime e nel live è sempre introdotta come quarta combattente ad unirsi al gruppo, ed appartiene al gruppo delle cosiddette Quattro guardiane divine col compito di proteggere la principessa della Luna, di cui fisicamente è il membro più forte.
Usagi la chiama affettuosamente col diminutivo "Mako" (Mako-chan in originale). Il personaggio è conosciuto nell'edizione televisiva italiana come Morea (Morea Makoto nei primi capitoli della prima edizione italiana del manga edita da Star Comics).
Come le altre Guardiane Divine, Sailor Jupiter è la protagonista di un capitolo speciale a lei dedicato dal titolo La depressione di Mako, appartenente alla serie La guerra degli esami.

## Creazione e concezione
In originale il nome del personaggio doveva essere Mamoru Chino ed era stata concepita per essere la leader di una banda di teppisti (nel terzo volume della seconda edizione del manga l'autrice pubblica uno schizzo in cui si vede Sailor Jupiter con la sigaretta in bocca). A tal proposito è giusto far notare che la pettinatura del personaggio e la gonna della sua uniforme scolastica erano (all'epoca della creazione della serie) tipiche delle sukeban, ossia delle ragazze facenti parte di bande teppistiche. Naoko Takeuchi modificò poi questi caratteri e rese i capelli di Sailor Jupiter ricci naturali.

## Aspetto e carattere

Sailor Jupiter nell'anime

Makoto vive da sola poiché i suoi genitori morirono in un incidente aereo quando era piccola; è una ragazza determinata, matura e coraggiosa, dal carattere indipendente e forte. Spesso è temuta dai compagni per il suo carattere in apparenza aggressivo e duro, pur dimostrandosi, in realtà molto gentile, romantica e sentimentale. Questo è anche dovuto al suo aspetto un po' intimidatorio, essendo una ragazza alta e fisicamente forte, e al suo essere inizialmente una solitaria, caratteristiche che la fanno somigliare a una sukeban. Tuttavia, malgrado il suo carattere dolce, sa essere brusca se si tratta di difendere persone più deboli da bulli e teppisti.

Ha gli occhi verdi, i capelli sono color castano ramato (colore ufficiale) e naturalmente mossi legati in una coda di cavallo, è più alta e muscolosa rispetto alle sue coetanee e indossa una divisa scolastica diversa dalle altre sue compagne di classe. 
Ama cucinare e praticare il giardinaggio, ed è molto abile nelle arti marziali. Il suo sogno è diventare fioraia (cosa che le riuscirà nell'episodio speciale del live action). Indossa un paio di particolari orecchini a forma di rosa, i quali indicano il suo legame con i fiori.
Nel manga comincerà ad avere una storia con Asanuma Ittou, un amico di Mamoru, mentre nella versione Live diverrà la fidanzata di Motoki (Moran nel doppiaggio in italiano dell'anime anni '90), gestore della Sala Giochi Crown, amico di Mamoru e delle Guerriere Sailor. Nell'anime non avrà una relazione con nessun personaggio, nonostante i suoi numerosi tentativi di approccio ai ragazzi.

## Trasformazioni e aspetti

### Sailor Jupiter

Simbolo di Giove

Sailor Jupiter è la prima trasformazione di Makoto, la guerriera del pianeta Giove, il quinto del sistema solare. Fa la sua prima apparizione alla fine del quarto capitolo del manga (sebbene il suo personaggio venga presentato solo in quello successivo), nel 25º episodio dell'anime e nel 5º atto del Live-Action. La sua uniforme da guerriera è data dai colori verde e bianco ed i suoi attacchi si basano (soprattutto nell'anime) sull'elemento del fulmine (cosa che fa sì che la sua costituzione fisica tenda ad accumulare l'elettricità), ma possiede anche poteri legati alla natura come fiori e piante. È anche conosciuta coi titoli di Guerriera del tuono e del coraggio, di Combattente della protezione e "Jupiter dalla forza erculea".
I poteri legati al fulmine sono un riferimento al dio Giove, mentre quelli legati al mondo vegetale dal fatto che in giapponese, il nome del suo pianeta protettore sia Mokusei (木星?), il cui primo kanji significa legno, albero, mentre il secondo indica un oggetto spaziale. Nel primo attacco, Supreme Thunder, prima dell'attacco dice queste parole "Giove mio protettore, provoca tempeste, richiama le nubi, fa' piovere tonanti saette!"" (nella versione Mediaset la formula è: Giove, accori in mio soccorso! Scatena una tempesta e dammi tutta la forza prorompente del fulmine!). La maggior parte dei suoi poteri sono di natura offensiva e molto potenti. Tra gli oggetti: un'antenna che fuoriesce dalla sua tiara durante i suoi attacchi (antenna che nel manga si presenta sempre fuori dal diadema), le varie penne per la trasformazione, la ricetrasmittente per mettersi in contatto con le sue compagne e (solamente nel manga) il suo talismano, una corona di foglie di quercia (albero sacro a Zeus/Giove) con l'emblema del fulmine.
Diventando più potente come guerriera, Sailor Jupiter acquisisce nuovi poteri, e la sua uniforme finisce per cambiare. La prima modifica avviene quando utilizza il suo Jupiter Crystal, e la sua uniforme diventa simile a quella di Super Sailor Moon. Nell'anime con il secondo cambiamento ottiene i poteri di Super Sailor Senshi ma tale suffisso non viene mai utilizzato davanti al suo nome di guerriera. Col terzo e ultimo cambiamento, che appare solo nel manga (atto 42), Sailor Jupiter è simile ad Eternal Sailor Moon senza ali.

### Princess Jupiter
Secondo il manga, durante gli anni di Silver Millennium, Sailor Jupiter ricopriva anche il ruolo di Principessa di Giove, il suo pianeta. Come Sailor Jupiter aveva il compito, insieme alle altre guerriere, di proteggere la principessa Serenity (affidatale fin dalla nascita) e Silver Millennium, il Regno della Luna. Dimorava sul pianeta Giove nell'Io Castle ed indossava una veste verde, come appariva nel manga e negli artbook. Naoko Takeuchi la disegnò una volta nelle braccia di Nephrite, uno dei quattro Shitennou. asserendo di volere in futuro disegnare una storia su quelle quattro coppie.

## Poteri e attacchi
Trasformazioni
| Formula originale              | Formula italiana (anime)                                                                                        | Formula italiana (manga)                                  | Uso nella serie     |
| ------------------------------ | --- | --------------------------------------------------------- | ------------------- |
| Jupiter Power, Make Up!        | Potere di Giove, vieni a me!! / Potere di Giove, Trasformami!                                                   | Potere di Giove, vieni a me! / Jupiter Power, Make Up! !  | tutte               |
| Jupiter Star Power, Make Up!   | Potere di Giove, vieni a me! / Potere planetario di Giove, Vieni a me! / Potere stellare di Giove, Trasformami! | Potere di Giove, vieni a me! Jupiter Star Power, Make Up! | manga/anime/Crystal |
| Jupiter Planet Power, Make Up! | Potere planetario di Giove, Trasformami!                                                                        | Jupiter Planet Power, Make Up!                            | manga/Crystal       |
| Jupiter Cristal Power Make Up! | Potere del Cristallo di Giove, vieni a me! / Potere del Cristallo di Giove, trasformami!                        | Jupiter Cristal Power Make Up!                            | anime/manga/Crystal |

Attacchi
| Nome originale                                                                                        | Traduzione                                                                                   | Nome italiano (anime) | Nome italiano (manga)                                                                  | Uso nella serie                      |
| --- | -------------------------------------------------------------------------------------------- | --- | -------------------------------------------------------------------------------------- | ------------------------------------ |
| Supreme Thunder                                                                                       | Fulmine supremo                                                                              | Fulmine, azione! / Fulmine Supremo | Fulmine, azione! / Supreme Thunder                                                     | tutte                                |
| Super Supreme Thunder                                                                                 | Super Fulmine Supremo                                                                        | Pressione prorompente del fulmine | n/a                                                                                    | anime anni 90                        |
| Supreme Thunder Dragon!                                                                               | Fulmine supremo del dragone!                                                                 | Fulmine, azione! | n/a                                                                                    | anime anni 90                        |
| Flower Hurricane                                                                                      | Uragano di fiori                                                                             | Uragano di fiori | Uragano di fiori/Flower Hurricane                                                      | manga/live/Crystal                   |
| Jupiter Thunderbolt                                                                                   | Sfera di tuono di Giove                                                                      | Fulmine di Giove! | Jupiter Thunderbolt!                                                                   | live/manga, seconda edizione/Crystal |
| Sparkling Wide Pressure                                                                               | Intensa pressione scintillante                                                               | Potenza del fulmine, azione! / Super pressione scintillante! / Pressione prorompente del fulmine, azione! / Pressione prorompente del fulmine! | Sparkling wide pressure!                                                               | manga/anime/Crystal                  |
| Jupiter Coconut Cyclone                                                                               | Ciclone delle noci di cocco di Giove                                                         | Cocco del ciclone di Giove! | Jupiter Coconut Cyclone                                                                | manga/videogioco/Crystal             |
| Jupiter Oak Evolution                                                                                 | Evoluzione della quercia di Giove                                                            | Super pressione scintillante / Giove: Rivoluzione di Giove, azione! / Giove: Ciclone del tuono di quercia!                                     | Jupiter! Oak Revolution                                                                | manga/anime/Crystal                  |
| Sailor Planet Attack! (con Sailor Moon e le Guardian Senshi)                                          | Attacco Planetario Sailor                                                                    | Assalto Planetario Sailor, Azione! / Assalto planetario Sailor                                                                                 | Attacco Planetario Sailor!/Sailor Planet Attack!                                       | tutte                                |
| Sailor Planet Power! (con Sailor Moon e le Guardian Senshi nell'anime e nel manga anche con le Outer) | Potere Planetario Sailor                                                                     | Assalto Planetario Sailor, Azione! | Sailor Planet Power! (prima edizione manga)                                            | tutte                                |
| Sailor Planet Power Uranus! Neptune! Pluto! Mercury! Mars! Jupiter! Venus! Meditation!                | Potere planetario Sailor Uranus! Neptune! Pluto! Mercury! Mars! Jupiter! Venus! Meditazione! | Potere planetario Sailor: Urano! Nettuno! Plutone! Mercurio! Marte! Giove! Venere! Riflessione!                                                | Sailor Planet Power Uranus! Neptune! Pluto! Mercury! Mars! Jupiter! Venus! Meditation! | manga/Crystal                        |
| Sailor Special Garlic Attack (con le altre Guardian Senshi)                                           | Attacco speciale Sailor all'aglio                                                            | n/a | Speciale Super attacco Sailor al sapor di aglio                                        | anime                                |
| Galactica Gale (con i golem delle altre Guardian Senshi)                                              | vento galattico                                                                              | n/a | Galactica Gale                                                                         | manga                                |

## Accoglienza
Nei sondaggi ufficiali del manga Makoto e Sailor Jupiter si sono classificati come due personaggi separati. Nel sondaggio del terzo volume le due incarnazioni della guerriera si sono classificate rispettivamente all'undicesimo e al quinto posto su trentotto. Un anno più tardi (1994) Makoto si è classificata come dodicesima, mentre Sailor Jupiter undicesima. Nel successivo sondaggio del volume 10 Jupiter è risultata al diciassettesimo posto, mentre Makoto al diciottesimo su cinquanta. Infine, nell'ultimo sondaggio il risultato sì è ribaltato, Makoto risultò essere al ventitreesimo posto come personaggio più popolare, mentre Jupiter al ventisettesimo.
Nel sondaggio della rivista giapponese Newtype pubblicato a marzo 2010 Makoto risulta essere al ventinovesimo posto come personaggio femminile più influente degli anni '90.

## Doppiatrici e attrici
Nella versione originale dell'anime, Sailor Jupiter viene doppiata da Emi Shinohara e da Ami Koshimizu in Sailor Moon Crystal, mentre in quella italiana Mediaset è doppiata da Donatella Fanfani (prima, seconda e terza serie) e da Alessandra Karpoff (quarta e quinta serie), nel ridoppiaggio del primo film da parte della Shin Vision è doppiata da Stella Musy, e in Sailor Moon Crystal da Veronica Puccio.
Nei musical di Sailor Moon, è stata interpretata da 14 attrici: Noriko Kamiyama (1993-1995), Marie Sada (1995), Takako Inayoshi (1996), Emika Satoh (1996-1997), Akari Tonegawa (1997-1998), Chiho Oyama (1998), Emi Kuriyama (1999-2000), Yuriko Hayashi (2001), Ayano Sugimoto (2001-2002), Kaori Sakata (2002), Karina Okada, Mai Watanabe (2002-2005), Yuu Takahashi (2013-2015) e Kaede (dal 2016).
Nella serie live-action, invece, è stata interpretata da Myū Azama, ma anche da Misho Narumi per i flashback di Sailor Jupiter da bambina.